# 浦ノ崎駅
浦ノ崎駅（うらのさきえき）は、佐賀県伊万里市山代町立岩にある、松浦鉄道西九州線の駅である。伊万里湾に浮かぶ福島へ渡る渡船が発着する浦ノ崎港への最寄駅であり、国鉄時代は急行「平戸」の停車駅であった。
駅構内に桜の木が多く植えられており、「桜の駅」の愛称で親しまれる。地元住民で結成された「浦ノ崎駅桜保存会」により植樹や樹木の手入れが行われ、桜の開花時期になると鉄道ファンや写真愛好家で賑わう他、当駅を舞台に「桜の駅まつり」が開催される。

## 歴史
- 1930年（昭和5年）10月1日：鉄道省伊万里線（後の松浦線）の駅として開設[1]。
- 1962年（昭和37年）10月1日：貨物取扱廃止[1]。
- 1984年（昭和59年）2月1日：荷物扱い廃止[1]。
- 1987年（昭和62年）4月1日：国鉄分割民営化に伴い、JR九州松浦線の駅となる[1]。
- 1988年（昭和63年）4月1日：第三セクター松浦鉄道への転換に伴い、同社西九州線の駅となる[1]。同時に無人駅化。
- 2013年（平成25年）3月31日：「桜の駅」の愛称が記された駅名標を新設する[4]。

## 駅構造
単式ホーム1面1線を有する地上駅。
無人駅。転換当初は木造駅舎があったが、現在は無く待合室とトイレ、公衆電話が設置されている。

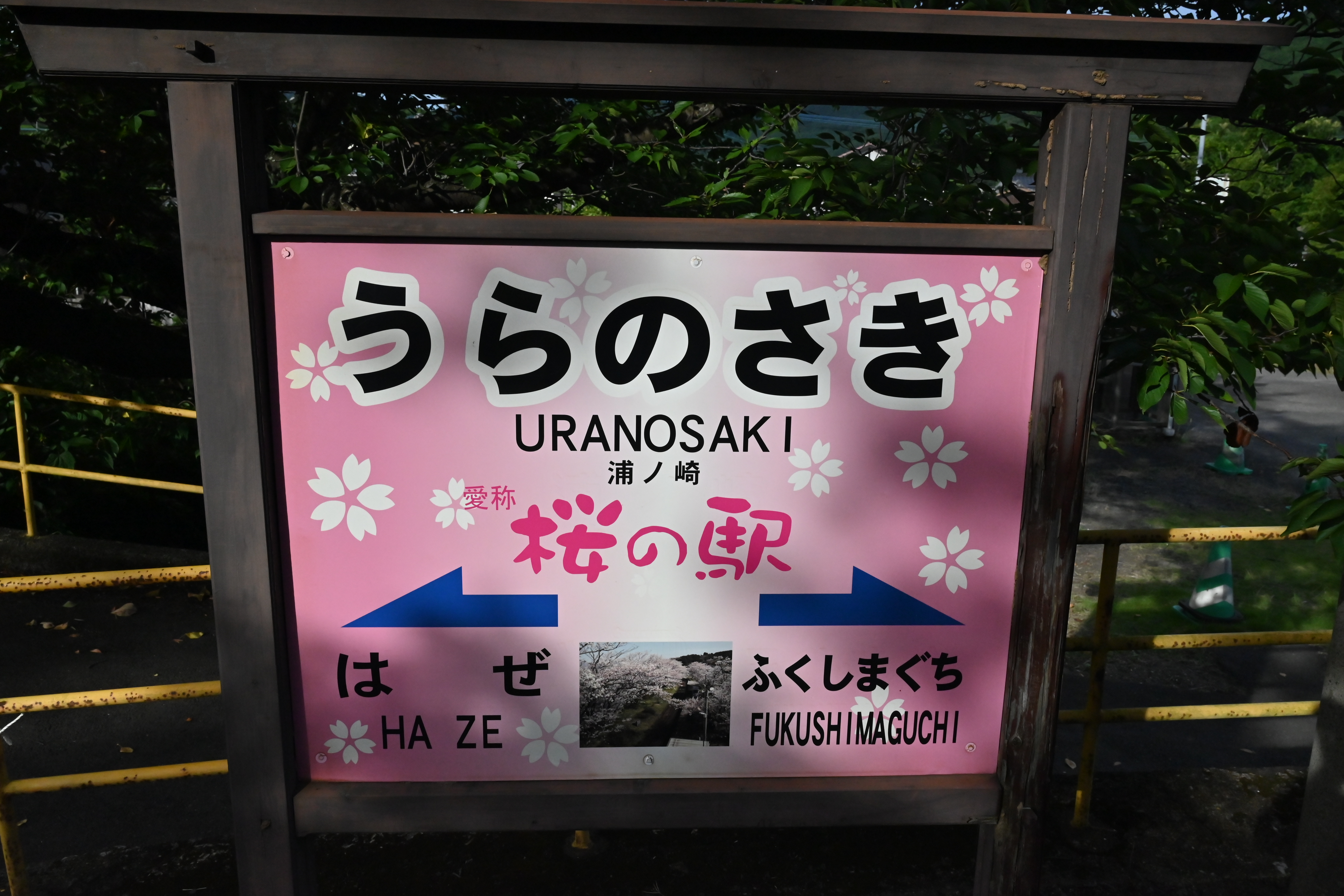
「桜の駅」仕様の駅名標（2021年7月）
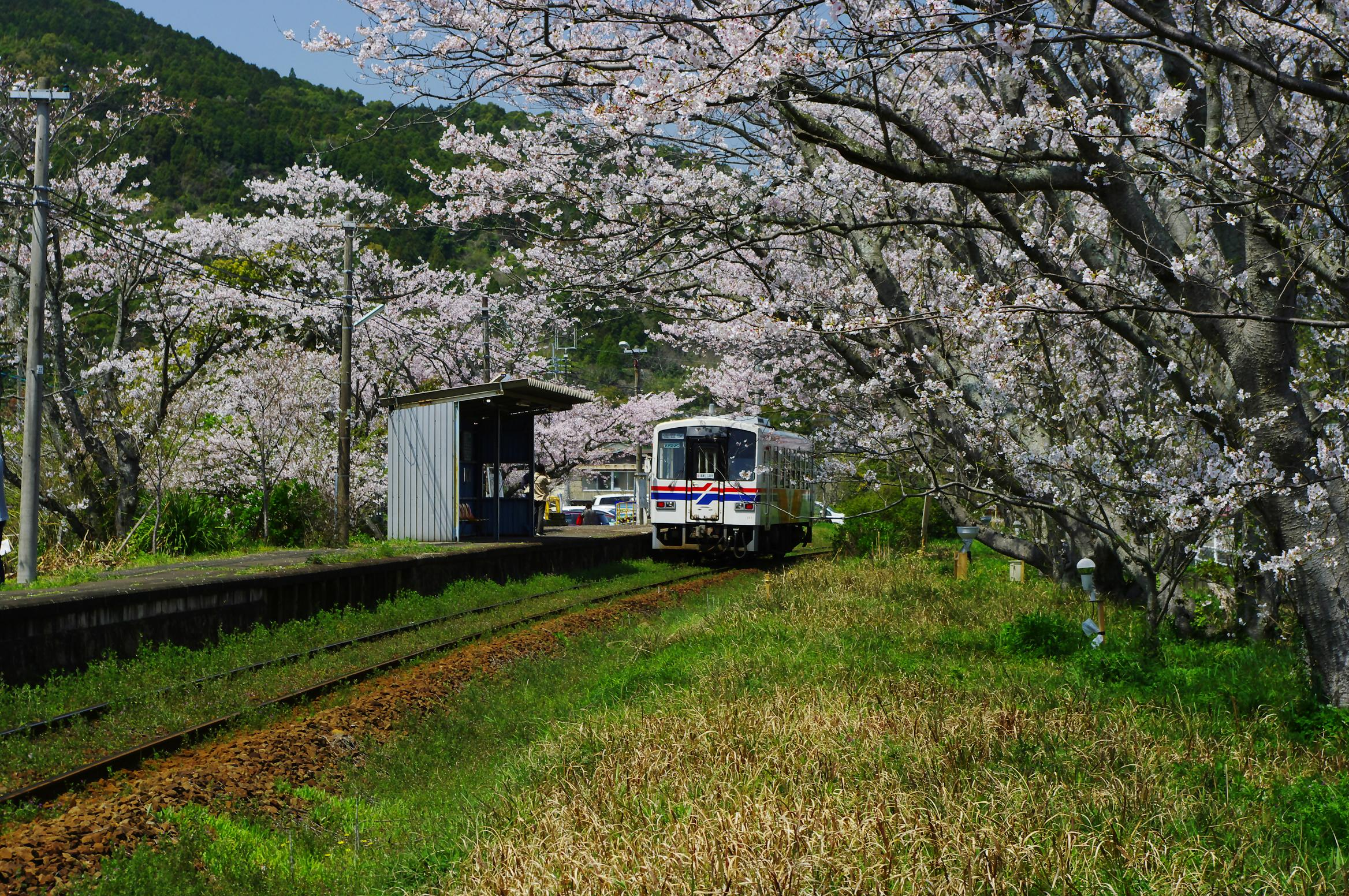
構内の桜と松浦鉄道の列車（2008年4月）
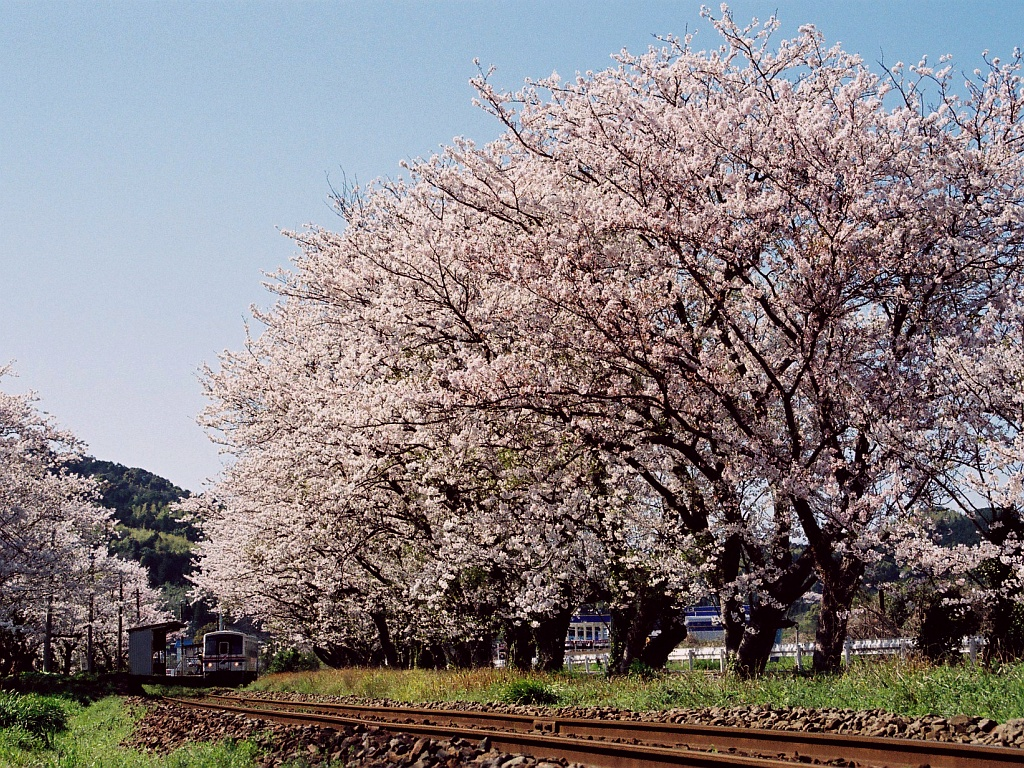
構内の桜（2000年4月）

## 利用状況
近年の1日平均乗車人員の推移は以下の通り。
| 乗車人員推移 | 乗車人員推移 |
| 年度         | 1日平均人数  |
| ------------ | ------------ |
| 1998         | 148          |
| 1999         | 122          |
| 2000         | 109          |
| 2001         | 117          |
| 2002         | 102          |
| 2003         | 109          |
| 2004         | 103          |
| 2005         | 86           |
| 2006         | 66           |
| 2007         | 65           |
| 2008         | 57           |
| 2009         | 53           |
| 2010         | 53           |
| 2011         | 53           |
| 2012         | 53           |
| 2013         | 43           |
| 2014         | 43           |
| 2015         | 44           |
| 2016         | 39           |
| 2017         | 40           |

## 駅周辺
住宅は多くない。
- 浦ノ崎港：福島行渡船
- 浦崎郵便局
- 川南造船所跡 ※かつては造船所跡の建物が放置され廃墟化して残っていたが2012年に解体撤去され現在は空き地となっている
- 国道204号

## 隣の駅
松浦鉄道
■西九州線
波瀬駅 - 浦ノ崎駅 - 福島口駅